# Quinton Porter
Quinton Porter, né le 28 décembre 1982 à Portland, est un joueur américain de football américain et de football canadien.

## Enfance
Porter évolue à la Portland High School où il est nommé meilleur joueur au niveau High School de l'état du Maine par USA Today et Gatorade.

## Carrière

### Université
Il entre au Boston College au 2001 où il sert surtout comme remplaçant de Brian St. Pierre pendant deux saisons. Pour la saison 2003, il gagne le poste de titulaire aux dépens de Paul Peterson et joue dix matchs comme titulaire lors de cette année avant de laisser sa place à Peterson du fait d'une blessure à la main.
Porter fait son année de redshirt en 2004, et est nommé titulaire lors de sept matchs. Après une défaite contre les Hokies de Virginia Tech, il est remplacé par Matt Ryan qui termine la saison.

### Professionnel
Quinton Porter n'est sélectionné par aucune équipe lors de la draft de la NFL de 2006. Il signe, le 8 mai 2006, avec les Texans de Houston et passe toute sa saison au poste de troisième quarterback ainsi que dans l'équipe d'entraînement. Envoyé chez les Centurions de Cologne, en NFL Europe, il est coupé par les Texans le 26 août 2007.
Le 26 septembre 2007, il signe avec les Panthers de la Caroline après la blessure de Jake Delhomme. Il devient troisième quarterback derrière David Carr et Matt Moore. Cependant, il ne joue aucun match là non plus. 
Porter se détourne de la NFL et signe avec les Tiger-Cats de Hamilton, en Ligue canadienne de football. Il entre en concurrence avec Timmy Chang pour le poste de troisième quarterback et parvient à remporter cette place. Il profite de la blessure de Casey Printers et l'arrivée du nouvel entraîneur Marcel Bellefeuille lui permettent de faire ses débuts professionnels en 2008. Il conserve ce poste de remplaçant, jouant sur des actions à faibles gains. Le 15 janvier 2013, il est coupé par les Tiger-Cats.
Le 21 janvier 2013, il signe un contrat de trois ans avec les Alouettes de Montréal. Cependant, il fait une mauvaise pré-saison au vu des entraîneurs, et est coupé le 21 juin 2013.